# Українське технічне товариство Канади
Українське Технічне Товариство Канади (УТТК) — професійна організація українських інженерів і техніків, заснована 1950 спершу як місцеве УТТК в Торонто, 1951 у Монтреалі, 1953 у Віндзорі й Вінніпегу, 1954 в Едмонтоні й Сарнії; 1954 створено централю з осідком у Торонто. Тоді ж розпочато співпрацю з Товариством українських інженерів Америки (ТУІА) для координації дій, а зокрема спільного видання «Вісті Українських Інженерів», організовано спільні конференції управ та з'їзди обох товариств.
УТТК влаштовує фахові курси, реферати, бере участь у праці Комітету Українців Канади.
Середня кількість членів — 150.
Деякі відділи в 1960-их pp. припинили діяльність.